# Cladonia luteoalba
Cladonia luteoalba är en lavart som beskrevs av A. Wilson & Wheldon. Cladonia luteoalba ingår i släktet Cladonia och familjen Cladoniaceae.  Arten är reproducerande i Sverige. Inga underarter finns listade i Catalogue of Life.